# Langweiler 8

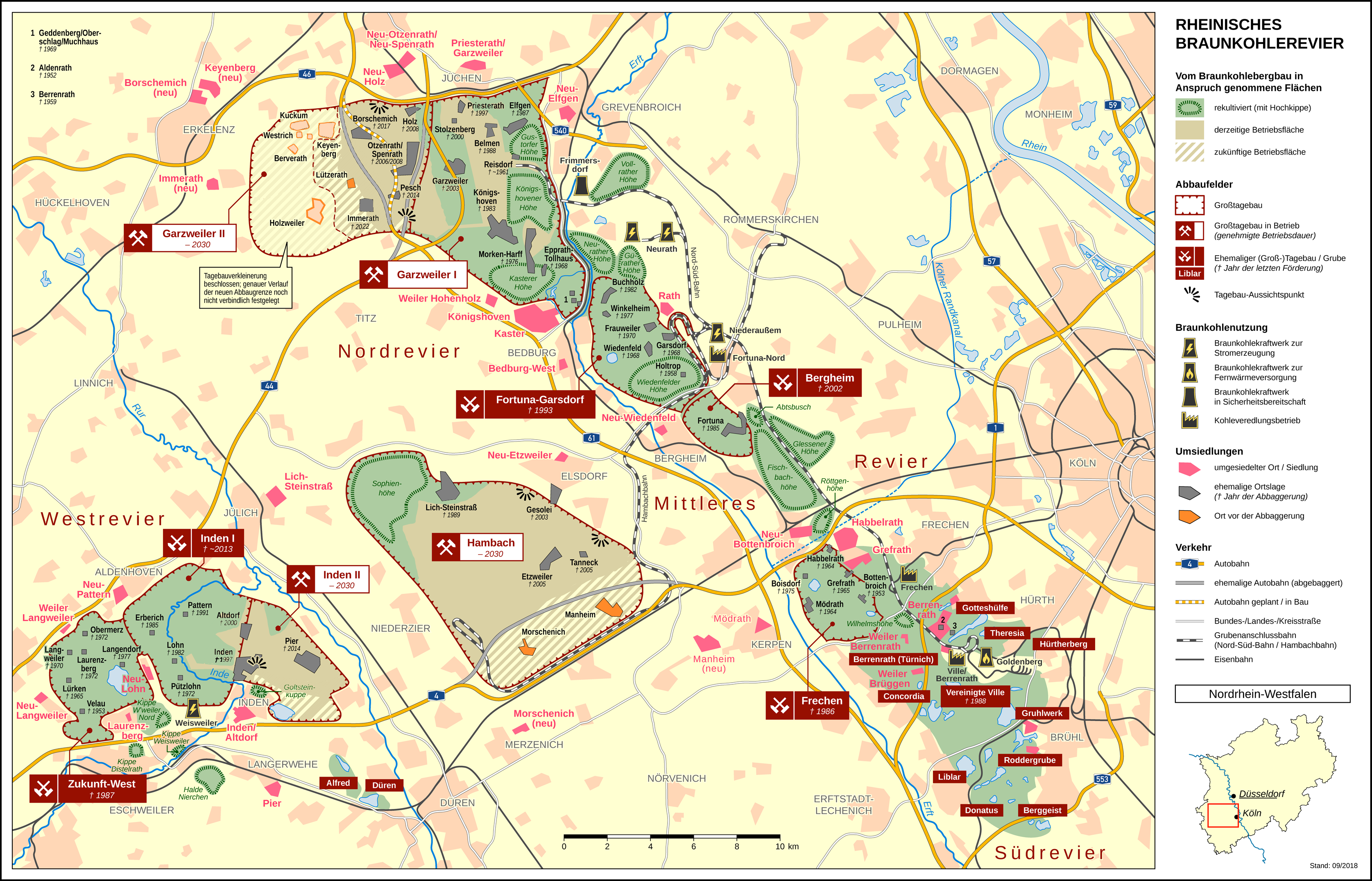
Lage des ehemaligen Ortes Langweiler im Rheinischen Braunkohlerevier

Langweiler 8, Gemeinde Aldenhoven, Kreis Düren (kurz LW 8) ist ein bandkeramischer Fundort in der inzwischen abgebaggerten Gemeinde Langweiler in dem Braunkohletagebau Zukunft-West in der niederrheinischen Bucht zwischen Aachen und Köln. Die Ortschaft Langweiler gehörte zusammen mit Laurenzberg, Lürken und Obermerz zum Pfarrbezirk Laurenzberg.

## Wappen
In Blau ein freistehendes goldenes (gelbes) Antoniuskreuz, an dessen Längsschaft unten ein goldenes (gelbes) Glöckchen hängt. Diese Beschreibung deutet auf die alte Antonius-Kapelle aus dem Jahre 1683 hin. 

## Grabungen
Die Grabungen auf der Aldenhovener Platte wurden 1965 durch Rudolf Kuper begonnen, nachdem Hartmut Löhr durch Lesefunde zahlreiche neolithische Siedlungen hatte nachweisen können. Seit 1968 bildete sich an der Universität Köln eine Arbeitsgruppe, die Fundorte am Rand der Baggerkante untersuchte. Als Aktive sind hier besonders Petar Stehli, Rudolf Kuper und Jens Lüning zu nennen. Die Grabungen wurden durch das Landesamt für Denkmalpflege und den Betreiber des Tagebaus unterstützt. Es wurden auf 10 ha Fläche 98 LBK-Häuser, ein Erdwerk und 1619 bandkeramische Gruben ausgegraben, von denen 623 Funde erhielten. Viele Interpretationen der bandkeramischen Siedlungsstruktur stützen sich auf die Analyse dieses Fundplatzes. So entwickelte Ulrich Boelicke auf Grund der Befundverteilung und Fundzusammensetzungen um Haus 17 das sogenannte Hofplatzmodell, das einem bandkeramischen Haus bestimmte Gruben zuweist und das auch der Chronologie des Merzbachtales über eine Seriation der Siedlungsgruben zugrunde liegt. Danach werden Gruben, die in einem willkürlichen Radius von 25 m um einen Hausgrundriss liegen, diesem zugeordnet. Boelicke (1988) nimmt an, dass nördlich der Häuser vor allem Feuerstein verarbeitet wurde, während im Süden vor allem Keramikscherben gefunden werden.
Jens Lüning spricht in diesem Zusammenhang von einem Hofplatz, interpretiert diesen Bereich also als Wirtschaftsbereich eines bandkeramischen Hauses. Dies wird jedoch nicht durch weitere Untersuchungen unterstützt.
In Langweiler 8 identifizierte Boelicke 203 Längsgruben, die auf beiden Seiten bandkeramischer Häuser verlaufen, 46 westliche, 39 östliche, 13 nördliche und 20 sonstige Gruben. Weitere so genannte „freie Gruben“ konnten keinem Haus zugewiesen werden. Es sind aber gerade diese Gruben, die durchschnittlich am meisten Scherben, auf denen die Datierung in der LBK beruht, enthalten.

## Lage
Der Anfang der 1970er Jahre umgeleitete Merzbach ist ein Nebenfluss der Rur. Er entwässert die Aldenhovener Platte nach Nordosten. Langweiler 8 liegt zwischen 134 und 124 m über NN an einem sanft geneigten Hang am westlichen Rande des Merzbachs. Das örtliche Substrat besteht heute aus einer Parabraunerde über Terrassenschottern der Weichseleiszeit, dürfte in Altneolithikum aber aus einer Schwarzerde aus Löß bestanden haben.

## Chronologie
Die Besiedlung von Langweiler 8 beginnt in der älteren Bandkeramik (Flomborn) beziehungsweise der Stufe I nach Modderman. Es ist die älteste Siedlung auf der Aldenhovener Platte.

## Funktion
Auf Grund des Feuersteinrohmaterials nimmt Andreas Zimmermann an, dass Langweiler 8 die übrigen Siedlungen des Merzbachtals mit Silex versorgte (Redistribution). Das Erdwerk steht nach der gängigen Chronologie am Ende der Siedlungsentwicklung. Es enthält keine Pfostenlöcher von Häusern, sondern nur Gruben. Vielleicht ist dies aber auch durch die schlechte Erhaltung auf dem relativ steilen Hang am Ostrand der Siedlung bedingt. Die Interpretation aus „zentraler Ort“ im Sinne Walter Christallers stützt sich bisher allein auf die Silexrohmaterialien.